# Petar Radaković
Petar Radaković   (Rijeka, 22 de febrer de 1937 - Rijeka, 1 de novembre de 1966) fou un futbolista croat de la dècada de 1960.
Fou 19 cops internacional amb la selecció de futbol de Iugoslàvia amb la qual participà a la Copa del Món de Futbol de 1962.
Pel que fa a clubs, defensà els colors de NK Rijeka durant tota la seva carrera.
Va morir d'un atac de cor durant un entrenament a l'edat de 29 anys.